# Eyemen Henaini
Eyemen Henaini (Saint-Raphaël, França, 4 de maio de 1985) é um futebolista francês que atua como atacante. Atualmente, joga no ES Cannet.